# Plesiodipsas perijanensis

Plesiodipsas perijanensis o caracolera de Perijá es una especie de serpiente perteneciente a la familia Colubridae subfamilia Dipsadinae.

## Taxonomía y sistemática
Plesiodipsas perijanensis fue descrita por Alemán (1953) como una especie del género Tropidodipsas, con un único ejemplar (MHNLS 665, hembra adulta) proveniente de Jamayaujaina (±1700 m s. n. m.) en la vertiente venezolana de la Serranía del Perijá. Posteriormente, con base en el conteo de escamas dorsales (17 filas), Peters (1970) la transfirió al género Dipsas y la posicionó en el grupo polylepis, el cual es parafilético (Downs 1961, Hoge 1964, Fernandes et al.1998). Conocida únicamente por el holotipo, la posición taxonómica de Dipsas perijanensis permaneció incierta hasta la obtención de nuevos ejemplares, que de acuerdo con Harvey et al. (2008) presentan diferencias morfológicas con las demás especies de los géneros Dipsas y Tropidodipsas en la musculatura y la osteología craniana, y en la anatomía visceral. Estas diferencias justificaron la descripción de Plesiodipsas para posicionar la especie (Harvey et al. 2008). 

## Descripción morfológica
Cuerpo robusto, con una longitud máxima conocida de 812 mm para machos y hembras. Cabeza distinta del cuerpo, exhibiendo en vista dorsal, lateral y ventral una coloración de fondo amarilla con manchas irregulares de color negro; escamas supralabiales e infralabiales anteriores con márgenes posteriores negras; ojos grandes y de pupila vertical elíptica. Dorso del cuerpo de color amarillo con pequeñas manchas negras en cada escama y anillos negros irregulares, desiguales y poco definidos. Vientre de fondo amarillo limón con numerosas manchas negras. Folidosis: escama rostral más ancha que alta y poco visible en vista dorsal; internasales más anchas que largas; frontal hexagonal, un poco más larga que ancha; parietales más largas que la frontal; loreal más alta que ancha y sin contacto con la órbita; dos pre-oculares; dos pos-oculares; temporales 2+3; ocho supralabiales, cuarta y quinta en contacto con el ojo; 11 infralabiales, el primer par en contacto detrás de la sinfisial y las cinco primeras en contacto con el primer par de gulares; 17 filas escamas dorsales lisas con reducción a 15 o 16 en la región posterior; cloacal entera; 188 ventrales en machos y 186–195 en hembras; 88–92 subcaudales en machos y 79–83 en hembras; 16 dientes maxilares (Alemán 1953, Harvey et al. 2008). Hemipenes unilobados y totalmente capitados. El surco espermático se divide en la base del capítulo y sus ramas se extienden hasta llegar a las márgenes laterales de la región distal del hemipene. El capítulo está ornamentado con cálices y papilas y ocupa aproximadamente un tercio del tamaño del órgano. El cuerpo presenta espinas que son más grandes en la cara no sulcada que en la faz sulcada. En la base se destacan una espina lateral en la cara sulcada, y dos en la faz no sulcada.

## Distribución geográfica
La distribución conocida de Plesiodipsas perijanensis está restringida al extremo norte de la cordillera oriental de los Andes en América del Sur. Los registros de esta especie están limitados a algunas localidades en la Serranía del Perijá (denominada como Sierra de Perijá en Venezuela), tanto del lado colombiano en el departamento del Cesar, como del venezolano en el estado Zulia, y en la Cordillera Oriental de Colombia al nororiente del departamento de Santander (Alemán 1953, Harvey et al. 2008, Rojas-Runjaic e Infante-Rivero 2018). Esta especie se distribuye entre los 1400 y 2320 m s. n. m. Según Rojas-Runjaic e Infate-Rivero (2018) las coordenadas geográficas asociadas a la localidad tipo (Jamayaujaina) ofrecidas por Harvey et al. (2018) están erradas. Estos ofrecen nuevas coordenadas para el cerro Jamayaujaina y presentan un mapa indicando las dos localidades en las que se ha documentado esta serpiente en Venezuela.

## Amenazas y estado de conservación
En Colombia esta especie está potencialmente amenazada debido a su distribución restringida y a la pérdida y degradación del hábitat. Aunque no se tiene total conocimiento del rango de distribución, las áreas conocidas en Colombia se caracterizan por un alto nivel de degradación. La vertiente colombiana de la Serranía de Perijáha sido ampliamente intervenida por la ocupación histórica de pequeños y medianos agricultores (UICN 1982, Fjeldså et al. 2005, Avendaño et al. 2015), cultivos ilícitos y fumigaciones aéreas (Fjeldså et al. 2005), ganadería, incendios y abandono de tierras, causando una amplia deforestación y fragmentación del hábitat natural (Rangel-Ch. 2007, Hladki et al. 2016).
Según la lista roja de la UICN, esta especie está clasificada como insuficientemente conocida o con datos deficientes (DD), debido al escaso conocimiento sobre su distribución geográfica, tendencias poblacionales y cualquier otro aspecto biológico (Hladki et al. 2016). Plesiodipsas perijanensis no está listada en ninguno de los apéndices de la CITES (CITES 2016), ni existen medidas de conservación específicas para esta especie. En Venezuela, el área de distribución conocida de P. perijanensis (vertiente oriental de la serranía del Perijá) está comprendida dentro de los límites del parque nacional Sierra de Perijá.